# Raphaël Pujazon
Raphaël Pujazon (El Campillo, 12 febbraio 1918 – Alès, 22 febbraio 2000) è stato un siepista francese.

## Palmarès

### Europei
- 1 medaglia:
  - 1 oro (Oslo 1946 nei 3000 metri siepi)

## Altre competizioni internazionali
1949
- Oro al Lotto Cross Cup de Hannut ( Hannut)